# Козаченко Василь Павлович
Козаченко Василь Павлович (12 (25) березня 1913 , Новоархангельськ, Херсонська губернія  — 2 березня 1995 , Київ ) — український радянський письменник-прозаїк. Депутат Верховної Ради УРСР 7-8-го скликань. Депутат Верховної Ради СРСР 9-го скликання. Кандидат у члени ЦК КПУ у березні 1966 — березні 1971 р. Член ЦК КПУ у березні 1971 — лютому 1981 р.

## Життєпис
Народився 12 (25) березня 1913 року в бідній селянській родині в селі Новоархангельську, тепер смт, районний центр Новоархангельського району Кіровоградської області.
У 1930 році закінчив місцеву семирічку. У 1930—1931 роках — завідувач відділу Новоархангельського районного комітету комсомолу (ЛКСМУ).
У 1931 році навчався на літературному факультеті Уманського інституту соціального виховання. У 1932—1933 роках працював вчителем. У 1938 році закінчив філологічний факультет Київського державного університету імені Шевченка.
У 1939–1941 роках працював у редакції журналу «Радянська література».
Із червня 1941 року — у Червоній армії. Брав участь у Німецько-радянській війні. Був командиром стрілецького взводу, під час Київської оборонної операції 1941 року потрапив в оточення, приєднався до підпілля, був одним з організаторів партизанського загону імені Чапаєва на Кіровоградщині. «Після літніх боїв і оборони Києва, — згадує письменник,- я, людина 27 років, командир взводу запасників і початкуючий автор двох невеликих книжечок, потрапив в оточення і опинився на тимчасово окупованій гітлерівцями території».
Підпільна робота дала письменнику винятково важливий і достовірний матеріал для творчості, яку він не припиняє і в ці тяжкі роки. Повернувшись навесні 1944 року до Києва, В. Козаченко привіз із собою і надрукував у журналах та окремою книжкою 17 оповідань і повість «Ціна життя».
З 1944 року працював у редакціях республіканських журналів «Вітчизна» (завідувач відділу прози) і «Дніпро». Член КПРС з 1952 року.
З 1959 року — відповідальний секретар, з 1969 року — заступник голови, з 1971 року — 1-й заступник голови, у 1973–1979 роках — 1-й секретар правління Спілки письменників України; секретар правління Спілки письменників СРСР, голова ради Спілки письменників СРСР з пригодницької і науково-фантастичної літератури. Одночасно, у 1964—1969 і 1970—1973 роках — секретар партійного комітету Спілки письменників України. У 1969—1971 роках — голова правління Київської організації Спілки письменників України. У 1957 році у складі української урядової делегації брав участь у роботі Генеральної Асамблеї Організації Об'єднаних Націй.
Помер 2 березня 1995 року у Києві.

## Причетність до репресій
В рамках погрому української інтелігенції 1972 року, радянські репресивні органи підняли питання щодо праці дисидента Івана Дзюби «Інтернаціоналізм чи русифікація?» 1965 року. За офіційною інформацією, ЦК КПУ постановою від 7 лютого 1972 року доручив комісії в складі А. Д. Скаби (голова), В. Ю. Євдокименка, Ю. О. Збанацького, В. П. Козаченка, Л. П. Нагорної, П. О. Недбайла, В. А. Чирка, М. З. Шамоти та П. Й. Ящука розглянути листа Івана Дзюби, адресованого першому секретарю ЦК КПУ Петру Шелесту та голові Ради Міністрів УРСР Володимирові Щербицькому, та додану до листа працю «Інтернаціоналізм чи русифікація?».
15 лютого 1972 р. комісія, «проаналізувавши згаданий лист та матеріал І. Дзюби, а також вивчивши матеріали зарубіжної антирадянської преси і радіо за період з 1966 по 1972 рік», «прийшла до висновку, що підготовлений Дзюбою матеріал „Інтернаціоналізм чи русифікація?“ є від початку й до кінця пасквілем на радянську дійсність, на національну політику КПРС і практику комуністичного будівництва в СРСР». Також, серед іншого, члени комісії оголосили Дзюбу ворогом радянської влади, навісили на нього ідеологічне клеймо «українського буржуазного націоналіста», звинуватили його у злісному наклепі на компартійно-радянську владу та у солідаризації з ворогами радянської влади тощо.. 1973 року, спираючись на висновок комісії, Київський обласний суд засудив Івана Дзюбу до 5 років ув'язнення і 5 років заслання..
Василь Стус стверджував що рецензія цієї комісії була «з відверто поліційними, кровожерними заявами», а про самих рецензентів, яких він називав «внутрішніми рецензентами КДБ», заявляв що «їхня вина в проведенні масових репресій така сама, як і штатних кагебістів. Вони такі самі душогуби, як слідчі і судді.»
2 березня 1972 Василь Козаченко був головним доповідачем на засідання президії правління Спілки письменників України під час якого зі Спілки було виключено Івана Дзюбу. У своєму виступі він заявляв таке: 
| За ці два роки І. Дзюба не тільки не виправдав своїх надто "куцих" обіцянок, а навпаки, за цей час передав іще кілька своїх матеріалів за кордон. Свою головну працю "Інтернаціоналізм чи русифікація?" І. Дзюба й досі тлумачить як таку, що написана з марксистсько-ленінських позицій, тобто, — написана цілком у нашому дусі. Жодних спростувань щодо тих писань за кордоном про його особу ми не почули. Натомість "самвидав" він продовжує передавати за кордон. Що можна сказати про працю І. Дзюби "Інтернаціоналізм чи русифікація?"? — Про неї, як ви знаєте, була видана товариством "Україна" відома брошура[5], яка справді з марксистсько-ленінських позицій розвінчувала його псевдомарксистські та псевдоленінські концепції й давала їй належну оцінку. Я від себе можу додати, що ця праця І. Дзюби компілятивна; в основному побудована в дусі націоналістичних писань С. Єфремова, М. Грушевського та інших націоналістичних видань. Хоч і не завжди з посиланням на них. Щоправда, в ній і чимало цитат із класиків марксизму-ленінізму, але ті цитати вирвані з контекстів, обірвані у вигідних автору місцях, відповідно препаровані і суб’єктивістськи прокоментовані. Одне слово — праця І. Дзюби просякнута націоналістичним духом. Від неї ленінізмом та нашими комуністичними ідеями і не пахне. Цілком логічно, що вона вийшла в багатьох країнах світу багатьма мовами і неодноразово. За неї вхопилися, як за знахідку, покидьки всіх мастей від лютих націоналістів, аж до сіоністів і маодзедуністів включно, її видав американський конгрес; її видали в Англії, Канаді; вона потрапила аж до маріонеткового уряду Південного В’єтнаму. Відтак, хотів того чи не хотів І. Дзюба, його книжка воює проти нас, нашого радянського ладу, КПРС, а, отже, проти всього радянського народу, в тому числі, а, може, передусім — і проти українського народу. Читаючи цю працю І. Дзюби, заокеанські та мюнхенські покидьки звинувачують нас у всіх існуючих гріхах. Крім того, така поведінка І. Дзюби спричинилась до того, що навколо нього виникла група внутрішніх писак, котрі активно займалися ‘ самвидавом і передавали той "самвидав" за кордон. Вся група — Чорноволів, Сверстюків, Морозів, Стусів і Ко — все це вихованці І. Дзюби…він і тепер вважає свою книжку "Інтернаціоналізм чи русифікація?" мало не марксистсько-ленінською і, як видно, не збирається відмовлятися од неї. …І. Дзюба є членом СПУ, але, як видно, Статут СП СРСР не поділяє. Далі терпіти такого становища ми не можемо. Ми засуджуємо ці його націоналістичні погляди, наклепницькі звинувачення на адресу нашої партії й уряду. Отже, ми не можемо перебувати далі в Спілці письменників разом із Дзюбою І. М. |

## Творчість
Вперше Василя Козаченка опублікували у «Літературній газеті» 1938 року. У 1938—1941 вийшли друком його повісті «Пегас», «Данило Скоробогатько», «Перший взвод», збірка оповідань «Золота грамота» (1939). Тематика більшості його творів — війна та революція. Наприклад, твір «Пам'ятник» — про командира Червоної Армії. Революційно-героїчна романтика прослідковується в його творах «В лабораторії», «У країні героїв». Деякі з його оповідань критики вважали дещо спрощеними, але загалом його творчість в свій час була цікава тодішньому читачеві.
У 1939 році вийшла перша збірка оповідань письменника «Золота грамота». З найпомітніших творів Василя Козаченка раннього періоду слід відзначити повість «Перший взвод», що вийшла окремою книгою 1941 року. Це розповідь про будні Червоної армії (перша частина — «Пісня про табори»), про її визвольний похід на західноукраїнські землі в 1939 році (друга частина — «Пісня про сонце»).
У 1942 році написав повість «Ціна життя» про героїчну боротьбу підпільників проти окупантів. У 1945 році виходить його збірка «Три літа», з оповідань якої постають рішучі й непримиренні в боротьбі з фашизмом радянські люди. До збірки входить оповідання «Їх було сорок». Стиль написання цих оповідань радше публіцистичний, аніж суто художній.
Також Василю Козаченку належать такі оповідання як «Особиста справа Килини Улинець», «Нові потоки», нариси «Вісімсот мільйонів», «Нью-Йорк зблизька», повісті «Серце матері», «Сальвія» та ін. Для становлення В. Козаченка, як і взагалі для історії української прози на воєнно — патріотичну тему, показові дві ранні його повісті — «Атестат зрілості» й «Серце матері», що стали популярними, особливо серед молодих читачів. «Атестат зрілості» — це той твір, що його мусять прочитати в певномі віці усі юнаки та дівчата. Недарма ж твір сьогодні налічує два десятки видань і перекладений російською, білоруською, молдавською, азербайджанською, а також польською, чеською мовами.
Кілька повістей і оповідань прозаїк присвятив повоєнному селу: «Нові Потоки», «Особиста справа Калини Улинець», «Зорі назустріч» та ін. В низці оповідань змалював трудівників сучасного Донбасу, епізоди з міжнародного життя («Характер», «Бізнес рудого Фреді», «Вісімсот мільйонів»).
Окремі твори Василя Козаченка виходили російською, болгарською, вірменською, литовською, німецькою, польською, угорською, французькою та іншими мовами.

### Критика
Валерій Марченко у своїй статті «За параваном ідейності», що на суді 1973 року інкримінувалася йому як злочин перед радянською владою, так описував погляди та творчість Козаченка:
|  | Для розуміння тих завдань, що їх ставить КПР С перед митцями слова, треба звернутись до матеріалів VI Харківського пленуму СПУ. Один з ярих проповідників комуністичної ортодоксії Василь Козаченко виголосив на ньому доповідь «Будівник комунізму — герой сучасної літератури». В цьому чинникові для натхнення наголошено, що «мужня постать робітника й колгоспника в праці, в духовному злеті, в боротьбі за комунізм має бути в першу чергу провідним героєм творів»... Антигуманна суть вимоги, поставленої на пленумі, очевидна для кожної тверезомислячої людини, її не помічають лише догматики або ті, хто свідомо став на бік гнобителів і «щиро вірить» у світле майбутнє. Особливу запопадливість в оспівуванні визначених партією тем виявили старі, ще сталінського гарту, письменницькі кадри. Нагнибіди, козаченки та Збанацькі не підводять. Довір'я ж можновладних виявляється у формі грошової винагороди, наданні посад, а також у прикликанні до «кращих із кращих» спроституйованої матінки-слави. Твори цих лауреатів Шевченківської премії повсюдно друкують, перекладають на мови братніх республік і соціалістичних країн, роблять враження (для нас, звісно) цілком заслуженого визнання. |

## Родина
Донька Аліна — піаністка, заслужена артистка України.
Син Юрій — математик, професор.
Син Валентин — режисер, народний артист України.

## Нагороди
За участь у німецько-радянській війні був нагороджений медаллю «Партизанові Вітчизняної війни» I ступеню. Також був удостоєних двох орденів Леніна (23.03.1973,), ордену Трудового Червоного Прапора, «Знак пошани» (1963), медалі ім. О. Фадєєва (1973; за повісті «Блискавка» і «Біла пляма»).
Лауреат премії ЛКСМУ ім. М. Островського (1963; за повість «Блискавка»).
За цикл повістей «Листи з патрона» Василю Козаченко присуджено Державну премію УРСР ім. Т. Г. Шевченка.